# Veer-Zaara
Veer a Zaara (hindsky: वीर-ज़ारा, urdsky: ویر زارا) je romantický film z produkce Bollywoodu. V hlavních rolích: Shahrukh Khan, Preity Zinta a Rani Mukerji.